# Georgia Taylor-Brown
Georgia Taylor-Brown (ur. 15 marca 1994) – brytyjska lekkoatletka specjalizująca się w biegach długich, triathlonistka, dwukrotna medalistka olimpijska. 
W 2013 startowała na mistrzostwach świata w biegach przełajowych w Bydgoszczy, na których indywidualnie zajęła 17. miejsce w biegu juniorek, a wraz z koleżankami z reprezentacji zdobyła brąz w drużynie. W tym samym roku sięgnęła po złoty medal w drużynie juniorek podczas mistrzostw Europy w biegu na przełaj.

## Osiągnięcia
| Rok  | Impreza                                   | Miejsce   | Konkurencja      | Pozycja     | Wynik |
| ---- | ----------------------------------------- | --------- | ---------------- | ----------- | ----- |
| 2013 | Mistrzostwa świata w biegach przełajowych | Bydgoszcz | bieg juniorek    | 17. miejsce | 19:26 |
| 2013 | Mistrzostwa świata w biegach przełajowych | Bydgoszcz | drużyna juniorek | 3. miejsce  |       |
| 2013 | Mistrzostwa Europy w biegach przełajowych | Belgrad   | bieg juniorek    | 4. miejsce  | 13:31 |
| 2013 | Mistrzostwa Europy w biegach przełajowych | Belgrad   | drużyna juniorek | 1. miejsce  |       |

## Rekordy życiowe
- bieg na 3000 metrów – 9:52,57mx (2010)